# Trial by Fire (film 2008)
Trial by Fire é un film per la televisione canadese del 2008 diretto da John Terlesky.

## Trama
Una giovane pompiere Kristin Scott viene accusata di aver causato la morte del padre anch'esso pompiere, avvenuto in un incendio e in seguito ad una tragedia ha deciso di diventare paracadutista antincendio. Durante un addestramento di base, si guadagna il rispetto dei suoi istruttori, permettendosi di saltare su un incendio prima ancora di finire l'addestramento, salvando molte vite.